# EURATEX
Az EURATEX (European Apparel and Textile Organisation) – a Textil- és Ruhagyártók Európai Szervezete – belgiumi (Brüsszel) székhellyel működő nonprofit szervezet, amely az európai textil- és ruhaipar képviseletét látja el nemzetközi keretek között. Fő célja, hogy az Európai Unión belül olyan környezetet teremtsen, amely előmozdítja a textil- és ruházati termékek gyártásának fejlesztését. A szervezet az Európai Unió intézményeinek keretei között és a nemzetközi viszonylatban képviseli tagjainak érdekeit.
Az Európai Unió jelenti a textil- és ruházati termékek számára a legnagyobb piacot: a ruházati cikkek fogyasztása itt eléri a 415 milliárd euró értéket. Az európai textilipar a világ második, a ruhaipar a harmadik legnagyobb exportőre. Forgalma évi 207,6 milliárd euró, ennek 48%-át a textilipar, 46%-át a ruhaipar és 6%-át a mesterséges szálasanyagokat gyártó ipar képviseli (2014. évi adatok). Az iparág 196 858 vállalata 2,4 millió embert foglalkoztat.
Az EURATEXnek 26 európai országban mintegy 40 tagja van: Ausztriában, Belgiumban, Csehországban, Dániában, az Egyesült Királyságban, Észtországban, Finnországban, Franciaországban, Görögországban, Hollandiában, Írországban, Lengyelországban, Lettországban, Litvániában, Magyarországon, Németországban, Norvégiában, Olaszországban, Portugáliában, Romániában, Spanyolországban,  Svájcban, Svédországban, Szlovákiában, Szlovéniában és Törökországban működnek tagjai. Magyarországot a Magyar Könnyűipari Szövetség képviseli a szervezetben.

## Külső kapcsolat
Az EURATEX honlapja

## Fordítás
- Ez a szócikk részben vagy egészben  az   Euratex című angol Wikipédia-szócikk fordításán alapul.  Az eredeti cikk szerkesztőit annak laptörténete sorolja fel. Ez a jelzés csupán a megfogalmazás eredetét és a szerzői jogokat jelzi, nem szolgál a cikkben szereplő információk forrásmegjelöléseként.